# Doktor Johannes Faust
Doktor Johannes Faust ist eine Oper in drei Akten (fünf Bildern) von Hermann Reutter. Das Libretto stammt von Ludwig Andersen alias Ludwig Strecker dem Jüngeren. Es basiert auf dem alten Puppenspiel Doktor Faust in der Fassung von Karl Simrock. Das Werk erlebte seine Uraufführung am 26. Mai 1936 an den Städtischen Bühnen Frankfurt am Main unter der Regie von Walter Felsenstein. Eine Neufassung der Oper ging das erste Mal am 8. Juni 1955 im Großen Haus der Württembergischen Staatstheater in Stuttgart über die Bühne.

## Handlung
Die Oper spielt in Mainz und in Parma (Italien) in der ersten Hälfte des 16. Jahrhunderts.

### Erster Akt
Bild: Studierzimmer in Fausts Wohnung in Mainz
Drei Studenten aus Krakau besuchen Johannes Faust in seiner Wohnung in Mainz und überbringen ihm das gewünschte Zauberbuch „Clavis Astarti de Magica“. Kaum sind die Gäste wieder gegangen, beginnt Faust das Buch zu studieren und ruft mit dessen Hilfe die Höllengeister herbei. Einer von ihnen ist Mephistopheles. Mit ihm schließt Faust einen 24 Jahre dauernden Pakt. Während dieser Zeitspanne darf Faust alle Herrlichkeiten der Welt genießen, doch wenn die Zeit verstrichen ist, wird seine Seele dem Höllenfürsten gehören.
Verwandlung: Festsaal im Schloss
Noch am selben Tag bringt Mephistopheles Faust an den Hof des Herzogs von Parma. Dieser gibt gerade ein Fest, und Faust versteht es, die Gesellschaft mit seinen Zaubertricks glänzend zu unterhalten. Von den Bildern, die er der Festgesellschaft vorgaukelt, ist auch eines, welches das schönste Liebespaar der Welt zeigt: Paris und Helena. Weil die Herzogin selbst ihn um dieses Bild gebeten hatte, sehen bald alle in Paris Faust und in Helena Herzogin Bianca. Darüber gerät der Herzog so sehr in Rage, dass er mit seinem Degen Faust erstechen will. Mephistopheles und Fausts Diener Hans Wurst sorgen aber dafür, dass ihr Schützling mit Bianca entkommen kann. Wütend schwört der Herzog Faust Rache.

### Zweiter Akt
Bild: Schenke in Mainz (sechs Jahre später)
Hans Wurst ist in die Wirtin Gretel verliebt. Übermütig träumen die beiden von ihrer bevorstehenden Hochzeit. Vier alte Zecher sorgen für laute Stimmung, bis sie von ihren keifenden Ehefrauen zur Kneipe hinausgetrieben werden.
Faust kommt hinzu. Er ist des Zauberns müde geworden. Neidvoll blickt er auf seinen früheren Diener Hans Wurst. Es reut ihn, dass er nicht auch so wie dieser gehandelt und sich eine Gattin genommen hat. Plötzlich betritt ein junges Mädchen die Schenke, und Fausts trübe Laune weicht der Heiterkeit. Er begehrt die junge Schöne, aber Mephistopheles durchkreuzt seine Pläne. Gerade noch haben sich Faust und das Mädchen geküsst, da lässt der Höllenfürst eine Gruppe junger Tänzerinnen und die Herzogin von Parma erscheinen, die einen wilden Tanz aufführen. Das junge Mädchen wird vom Sog des Tanzes ergriffen, dass es unwillkürlich mittanzen muss, ob es will oder nicht. Der Tanz wird immer schneller und schneller, bis zuletzt das Mädchen sterbend zusammenbricht. Während sich Faust neben das tote Mädchen setzt, triumphiert der Teufel.

### Dritter Akt
Bild: Friedhof (erneut sechs Jahre später)
Faust kniet am Grab seiner Mutter nieder und betet zu Gott, er möge ihn vom Banne des Teufels erlösen. Aber schon taucht dieser wieder auf und lässt die Göttin Venus erscheinen, worauf sich Faust erneut dem Bösen verschreibt. Als Faust Venus umarmen möchte, ist sie sogleich wieder verschwunden. Der Höllenfürst kündigt Fausts baldiges Ende auf Erden an, obwohl von dem 24 Jahre dauernden Pakt erst die halbe Zeit verstrichen ist.
Verwandlung: Städtischer Platz mit Brunnen
Faust sitzt am Rande eines Brunnens, als ihm beim Schlag der Turmuhr gewahr wird, dass es in einer Viertelstunde Mitternacht ist. Noch einmal tauchen die drei Studenten aus Krakau auf und berichten Faust, sie hätten das Zauberbuch wieder an sich genommen. Pünktlich um Mitternacht erscheint Mephistopheles mit einigen Helfern. Sie ergreifen Faust und ziehen ihn unter Feuer und Dampf in die unheimliche Tiefe. Der dabei verursachte Lärm reißt die Bürger aus ihrem Schlaf und lässt sie aus ihren Häusern kommen. Auch Hans Wurst und seine Gretel sind dabei. Nun tanzen und singen alle den Kehraus.

## Musik
Wie seinem Kollegen Werner Egk mit dessen Zaubergeige schwebte Hermann Reutter vor, mit seinem Doktor Johannes Faust eine Art Volksoper zu schaffen. Die Musik ist gemäßigt modern und erschließt sich dem Hörer leicht. Viele Tanzrhythmen sorgen für eine willkommene Auflockerung. Von den musikalischen Nummern seien hervorgehoben:
- Der Racheschwur des Herzogs von Parma im Finale des ersten Aktes: Fluch dir, Johannes Faust! Wo du auch gehst und stehst, Verzweiflung, Qual und Not!
- Lied des Hans Wurst in Gretels Schenke zu Beginn des zweiten Aktes: Hei, nun geht ein Leben an! Hans und Gretel Frau und Mann – morgens froh und abends froh wie der Mops im Haberstroh!
- Fausts Befehl an das Mädchen zu tanzen: Tanze, Mädchen, um dein Leben, das in dir zur Stund‘ erblüht. Deiner Glieder süßes Beben zeigt, welch Sehnen in dir glüht!
- Die Chöre der Geister im dritten Akt: Faust, bereite dich zu sterben … und Faust, Faust, du bist verdammt in Ewigkeit!
- Lied des Hans Wurst kurz vor dem Finale: Hätt‘ er wie ich beizeit ein Weib genommen, wär‘ sicherlich auch alles anders kommen.
- Im Finale: Was nützt das Gold, Verstand und alles Wissen, wenn wir am End‘ damit zur Hölle müssen.